# Zaalajský hřbet
Zaalajský hřbet (kyrgyzsky Чоң Алай кырка тоосу; rusky Заалайский хребет; čínsky 外阿莱山脉; tádžicky қаторкӯҳи Паси Олой) je pohoří v severním Pamíru, na hranicích Kyrgyzstánu a Tádžikistánu; východní okraj leží v Číně. Pohoří je dlouhé asi 250 km, nejvyšší horou je Pik Lenina (7134 m). Hřbet se táhne ze západu na východ od soutoku řek Muksu a Kyzylsu po kyrygyzsko-tadžické hranici a hranici kyrgyzsko-čínské, za jejímž ohybem na sever zaniká. Hřbet tvoří severní hranici Pamíru, ze severu je od Alajského hřbetu Pamíro-Alaje oddělen Alajskou dolinou. Na východě je od hřbetu Kingtau oddělen průlomem řeky Markansu, na jihu je horskými sedly propojen se hřbetem Saukdara a údolí řeky Muksu jej odděluje od hřbetů Akademie věd a Petra I. Pohoří je charakteristické velkým množstvím hlubokých údolí a mnoha ledovci (dohromady jich je asi 550), které pokrývají plochu okolo 1300 km2. Pod čarou věčného sněhu jsou louky a horské stepi. Přes průsmyk Kyzylart prochází důležitá silnice M41 (zvaná Pamírský trakt), spojující Ferganskou kotlinu a město Chorog.

## Členění
Hřbet se člení na tři části oddělené výraznými sedly Tersagar a Kyzylart:

- Západní část hřbetu se rozkládá na západ od sedla Tersagar. Dosahuje délky 64 km a střední výška hřbetu je zde 5100 m. Nejvyšším vrcholem je Pik Sat s výškou 5900 m, nacházející se v jižní rozsoše hřbetu. Severní svah hřbetu zde pozvolna klesá do Alajské doliny a je rozčleněn pouze mělkými údolími, jižní svah je naopak strmý a skalnatý, s visutými údolími.[1]
- Střední část hřbetu, mezi sedly Tersagar a Kyzylart, je zároveň jeho nejvyšší částí. Délka této části je 92 km, střední výška okolo 6000 metrů. Nejvyšší vrchol Pik Lenina (7134 m) je zároveň nejvyšším vrcholem celého hřbetu.[1]
- Východní část hřbetu se táhne na východ od sedla Kyzylart. Střední výška této části je kolem 5500 metrů, nejvyšším vrcholem je hora Kurumdy s výškou 6610 metrů.[1]

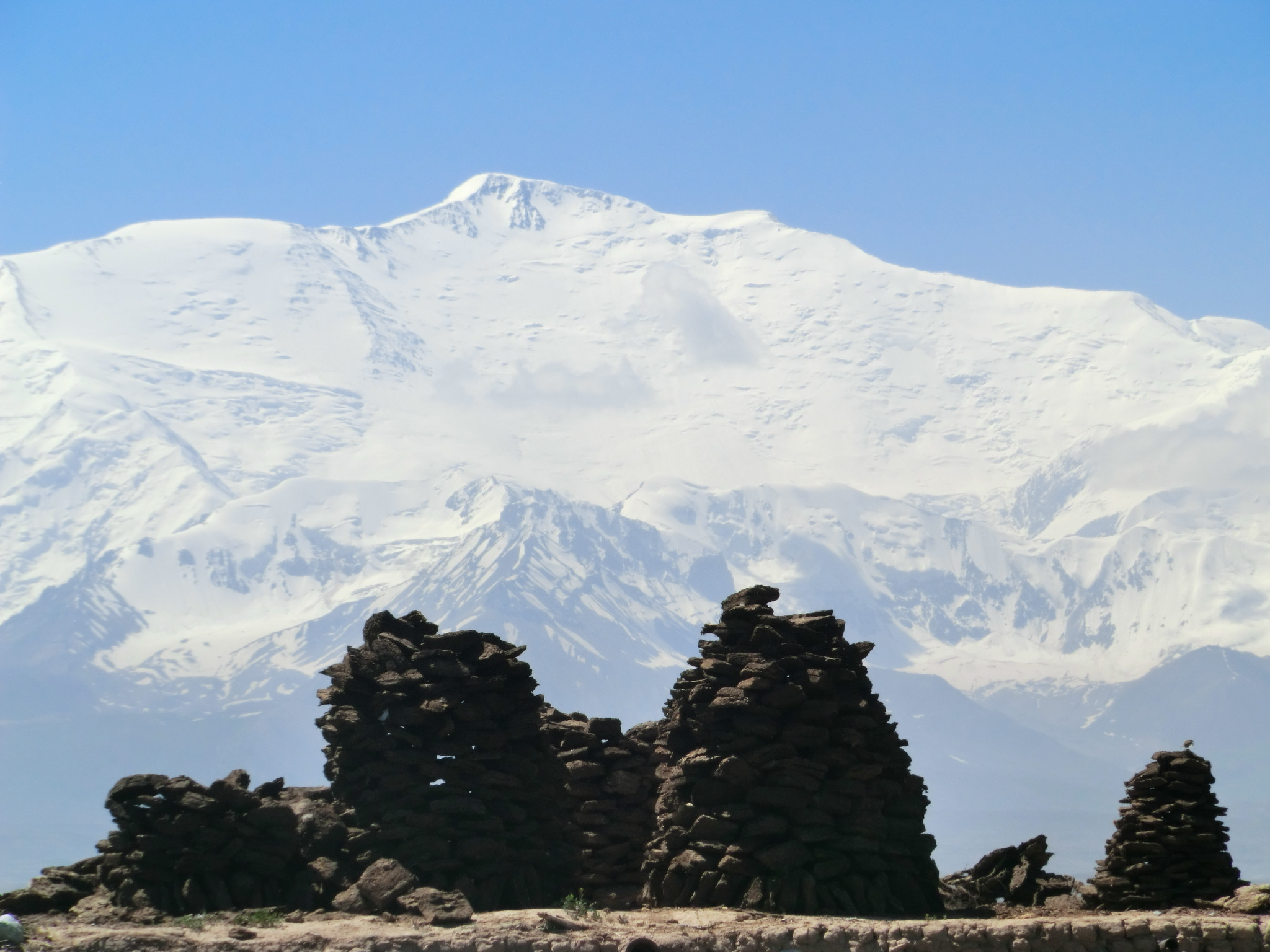
Pik Lenina, nejvyšší vrchol pohoří, při pohledu z vesnice Sary Mogul v Alajské dolině

## Zalednění
Celé pohoří je vzhledem ke své vysoké nadmořské výšce intenzivně zaledněno. Dohromady zde koncem 80. let bylo 550 ledovců s celkovou plochou 1329,3 km2. Nadmořská výška sněžné čáry stoupá od západu k východu a zároveň je významně výše na jižních svazích hřbetu než na svazích severních. Na severních svazích leží sněžná čára ve výšce 4200 - 4500 metrů, na svazích jižních 4500 - 5400 metrů. Výrazný vliv zde mají úhrny srážek, které jsou přinášené od západu a jsou vyšší na severních svazích pohoří obrácených do Alajské doliny. 

V západní části hřbetu je celkem 135 ledovců. Jejich celková plocha je 222 km2, z toho 44 ledovců s plochou 94,6 km2 na severních svazích a 91 ledovců s plochou 127,4 km2 na svazích jižních. Největším ledovcem je zde ledovec Kyzylsu s délkou 13,3 km a plochou 22,5 km2, stékající ze severovýchodních svahů vrcholu Sat. 

Nejvíce zaledněná je střední část hřbetu, kde se nachází okolo 60 % plochy všech ledovců hřbetu - 334 ledovců o celkové ploše 803,7 km2, z toho 98 ledovců o ploše 361,7 km2 na severních svazích a 236 ledovců o ploše 442 km2 na svazích jižních. Největší plochu zde zaujímají velké údolní a dendritické ledovce, 16 ledovců s plochou větší než 10 km2 má celkovou plochu 504,7 km2. K největším ledovcům zde patří ledovce Lenina (13,5 km, 55,3 km2) a Korženěvského na severních svazích a ledovce Ujsu, Oktjabrskij (19 km, 88,2 km2), Velká (20,6 km, 23,5 km2) a Malá Saukdara (14,3 km, 23,5 km2), Dzeržinského (14,9 km, 19 km2) a Bali (7,6 km, 11,9 km2) na svahu jižním. 

Ve východní části hřbetu je celkem 81 ledovců s plochou 303,6 km2, z nichž většina (45 s plochou 240,1 km2) je na severních svazích. Největšími ledovci jsou zde ledovce Kyzylsu (15,1 km, 43 km2) a Nura na severních svazích a ledovec Kurumdy na jižním svahu.